# 八十天环游世界 (游戏)
《八十天环游世界》是一部由游戏公司Inkle开发的文字冒险类游戏。游戏分别于2014年7月31日、2014年12月16日和2015年12月29日登陆iOS、安卓和Microsoft Windows及macOS平台。这款游戏使用带分支的故事叙述模式，使得玩家能够在游戏中做出影响剧情发展的选择。

## 游戏情节和玩法
游戏剧情大致改编自儒勒·凡尔纳的小说《环游世界八十天》。 游戏中的纪年是公元1872年，主人公Monsieur Phileas Fogg是改良俱樂部（Reform Club）的会员。有一天，在俱乐部里打赌他能够在80天内环游世界一周。
游戏采用了冒险类游戏的常用做法，玩家通过控制游戏中的斐利亚·福格的仆人路路通（Passepartout）做出选择和行动来改变剧情发展。
在乘坐一列开往法国巴黎的水下列车或者乘坐一列开往英国剑桥的马车离开英国伦敦后，玩家要在繁多的路线中选出他们自己的旅行路线，继而在城市与城市之间奔波。游戏中每一个城市和旅行路线都包含了独一无二的故事剧情。据游戏开发者估算，玩家在游戏中完成了一次完整的环球旅行后，他们将阅读游戏总文字数750,000词中约2%的内容。
在以男仆的身份参与游戏的同时，玩家需要管理预算支出，关心主人公的健康，注意该局游戏剩余的天数以及在全球不同的市场购入和售卖游戏物品来保证收支平衡。玩家在游戏故事发展中做出的不同选择也会对旅途的分支路线产生巨大影响，如前往非洲沙漠深处，在日本乘坐巨鸟飞艇，在东南亚遭遇瘟疫和政变等。
游戏包含了不为人知的细节、彩蛋和隐藏的结局，和对儒勒·凡尔纳其他作品包括《海底两万里》和《从地球到月球》的致敬。
游戏也受到了蒸汽朋克风格的影响。

## 社会评价
这款游戏在游戏媒体Metacritic上获得了总分100得89分的评价。
来自《每日电讯报》的Phil Cameron将这款游戏形容为“所有已知的文字冒险类游戏中最棒的范例之一”。 媒体AppleNApps发表了如下评论:“这个游戏的剧情绝对是极棒的，与原著基本相同的剧情又带有些许转折，让你时刻想要推动剧情发展。” 媒体PocketGamer形容这款游戏是“充满新奇与创造性的作品，文字部分描写十分传神，为读者创建了一个百读不厌的游戏世界” 媒体Gamezebo写道：“《80天环游世界》这款游戏有厚实的深度，叙述了一个绝妙的故事，它对游戏开发者来说是一个挑战，但是游戏开发者顺利使挑战成功了。” 媒体GrabItMagazine这样写道：“Inkle工作室应当获得极高的赞赏，因为他们开创了一个简单而又充满乐趣的方式来让人们体验儒勒·凡尔纳的经典作品。”
这款游戏被评为《时代周刊》2014年最佳游戏。
其不仅仅被认为是一款游戏，《每日电讯报》评价它为“2014年最佳小说之一”， Meg Jayanth获得了一个UK Writer's Guild，为的奖项，以表彰她在这部作品上做出的努力。
这款游戏获得了来自英国电影和电视艺术学院的2015年BAFTA的四项提名，分别是最佳英国游戏，最佳剧情，最佳手机游戏和游戏创新。 这款游戏也获得了独立游戏节2014年三项提名。